# Beinrode
Beinrode ist eine Ansiedlung von Leinefelde-Worbis im Landkreis Eichsfeld in Thüringen.

## Lage
Vier Kilometer südlich von Leinefelde-Worbis und vier Kilometer nördlich von Dingelstädt befindet sich nördlich von Kallmerode an der Bundesstraße 247 der Ortsteil Beinrode mit dem schlossartigen Gebäudekomplex des ehemaligen Klostergutes Beinrode. Der Ort liegt im Ohnetal am Fuß des Dün mit dem Steinberg (398,9 m ü. NHN) im Süden, dem Eulenberg (388 m ü. NHN) im Westen, dem Richteberg (376,9 m ü. NHN) im Norden und Köpfchen (402,1 m ü. NHN) im Südosten. Am Fuße des Steinberges entspringt die Ohne und nimmt nach kurzer Wegstrecke die Musser aus Kallmerode auf.

## Geschichte
Am 28. April 1263 wurde erstmals im Urkundenbuch des Eichsfeldes 359 der Gebäudekomplex erwähnt. 1348 wird der Ort nochmals als Villa Beyenrode in einer Urkunde genannt, in der Mitte des 15. Jahrhunderts dann bereits als Wüstung. Die Wüstung gehörte als Burglehen der Burg Scharfenstein den Herren von Bültzingslöwen und von Wintzingerode. Vermutlich ab dem 16. Jahrhundert wurde der Ort wieder besiedelt, es entstand eine Mühle und später ein Vorwerk.
Auf dem Köpfchen befinden sich Wall- und Grabenreste einer mittelalterlichen Burganlage, ob es sich dabei um die bei der Burg Scharfenstein gelegenen Davidsburg handelt, ist sicher nicht belegt.
Ende des 17. Jahrhunderts war das Vorwerk im Besitz der Familie Sponsail aus Duderstadt und danach der Familie Sothen, ebenfalls aus Duderstadt. Anfang des 18. Jahrhunderts kaufte das in der Nachbarschaft befindliche Zisterzienserklosters Reifenstein das Vorwerk und baute es zu einem Filialkloster um.
Nach der Inbesitznahme des Eichsfeldes durch Preußen und der Auflösung des Mönchsklosters Reifenstein wurde Beinrode im Jahre 1803 zu einem Vorwerk der preußischen Domäne Reifenstein. Ab 1917 nutze der Reifensteiner Verband die Gutsanlagen und betrieb bis 1949 eine Frauenschule für Landwirtschaft. Danach waren verschiedene Schulen in den Gebäuden untergebracht.
Seit 2004 ist es im Besitz der Provinzial Sächsischen Genossenschaft des Johanniterordens. Im Gebäudekomplex werden Schulungen durchgeführt und Ausbildungsplätze für benachteiligte Jugendliche bereitgestellt und wird zeitweise als Landschulheim genutzt. Der Ort ist auch eine Adresse als Herberge für Pilger auf dem Pilgerweg Loccum–Volkenroda. 2021 wurde der Gutskomplex vom Johanniterorden verkauft.

## Gutsanlage
Die historische Gutsanlage besteht aus dem 1738/40 nach Plänen des Dingelstädter Baumeisters Johann Christoph Heinemann umgebauten barockem Konventsgebäude mit einer Kapelle, einer Mühle, Tor- und Gesindehaus, Stallanlagen und weiteren Nebengebäuden. Das gesamte Gelände mit einem großen Garten und einem Fischteich ist von einer alten Muschelkalkmauer umgeben. Außerhalb des Gutsgeländes entstanden größere Anlagen zur Tierproduktion, die nach 1945 in ein volkseigenes Gut umgewandelt wurden und heute als Privatbetrieb weitergeführt werden. Unter anderem werden dort die heute nur noch selten vorkommenden Leineschafe gehalten und züchtet.

## Mühle
Um 1554 wurde in der Wüstung Beinrode eine Mühle errichtet, worüber es zum Streit mit den Lehnsherren kam. Um 1700 lag die Mühle wüst und sollte wieder aufgebaut werden. Als das Kloster das Vorwerk 1729 kaufte, gehörte auch eine Mühle zum Zubehör. Vermutlich wurde sie Mitte des 18. Jahrhunderts neu oder umgebaut. Sie befand sich dann unmittelbar zwischen der Kapelle des Noviziates und dem ehemaligen Schafstall, so wie es noch heute im Gebäudekomplex zu sehen ist. Um 1900 war die Mühle noch in Betrieb, wann sie danach stillgelegt wurde, ist nicht genau bekannt. Für einen sicheren Betrieb der Mühle war noch ein zusätzlicher Mühlenteich angelegt worden.

## Mülldeponie Beinrode
Bis etwa 2005 wurden in der Gemarkung östlich des Köpfchens auf einer Deponie Abfälle aus dem Landkreis Eichsfeld abgelagert. Die Eichsfeldwerke begannen danach mit der Rekultivierung des Müllberges und betreiben dort Gasbrunnen zur Energiegewinnung. Heute wird sie noch als Kleinanlieferstation für die Annahme Kleinstabfällen genutzt.